# Agrotis liniclinans
Agrotis liniclinans là một loài bướm đêm trong họ Noctuidae.